# نيشي طوكيو (طوكيو)

شعار مدينة نيشي طوكيو

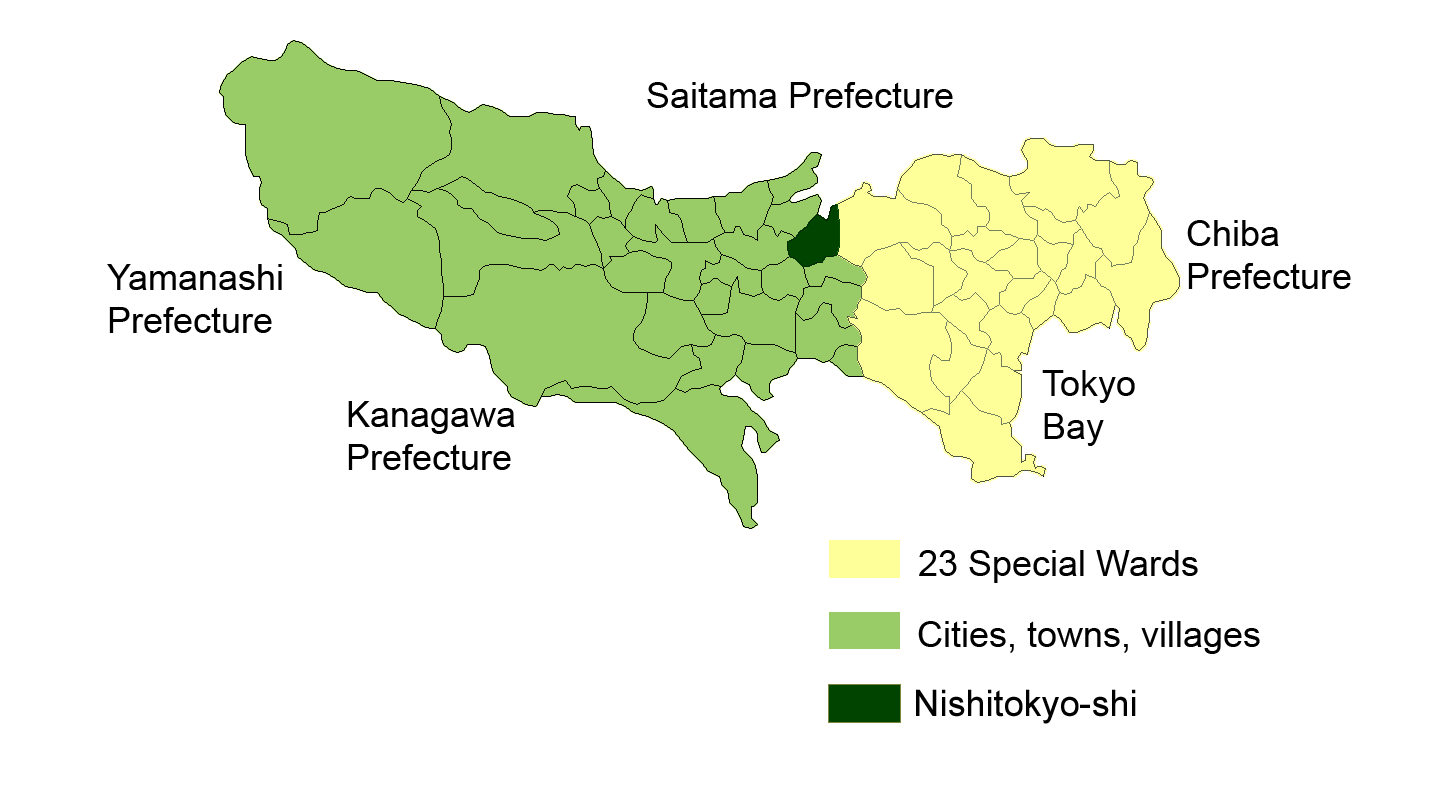
موقع مدينة نيشي طوكيو ضمن محافظة طوكيو

مدينة نيشي طوكيو (باليابانية 西東京市 نيشي طوكيو-شي) هي مدينة تقع في طوكيو، اليابان.
في عام 2007، وصل التعداد السكاني للمدينة إلى 191,927 نسمة والكثافة السكانية 12,108.58 نسمة في الكيلومتر مربع، والمساحة الإجمالية 15.85 كم مربع. تم تأسيس المدينة في الأول من يناير 2001. يعني اسم المدينة نيشي طوكيو «غرب طوكيو» وذلك لأنها تقع في غرب مركز العاصمة طوكيو.

## أعلام
- ناأويوكي يامازاكي
- ميسا شيميزو
- ريوتارو هيروناجي
- تاكومي موتوهاشي
- ريو هيراي

## وصلات خارجية
- موقع مدينة نيشي طوكيو باللغة اليابانية